# John Raphael Quinn
John Raphael Quinn (Riverside, 28 marzo 1929 – San Francisco, 22 giugno 2017) è stato un arcivescovo cattolico statunitense.

## Biografia
Monsignor John Raphael Quinn nacque a Riverside, California, il 28 marzo 1929, ed era il secondo dei quattro figli di Ralph Joseph Quinn Elizabeth Constance (nata Carroll).

### Formazione e ministero sacerdotale
Nel 1947 si diplomò al liceo. L'anno successivo entrò nel seminario diocesano di El Cajon, in California. Nel novembre di quell'anno il vescovo di San Diego Charles Francis Buddy lo inviò a Roma per studiare al Pontificio collegio americano del Nord e alla Pontificia Università Gregoriana.
Il 19 luglio 1953, alla fine del terzo anno di studi teologici, fu ordinato presbitero per la diocesi di San Diego nella chiesa di San Marcello al Corso da monsignor Ettore Cunial, secondo vicegerente della diocesi di Roma. Rimase a Roma per completare l'ultimo anno di studi. Nel luglio del 1954 ritornò in diocesi e venne nominato vicario parrocchiale della parrocchia di San Giorgio a Ontario. Nel 1955 iniziò a insegnare teologia sistematica al seminario "Cuore Immacolato" di San Diego. Nel 1962 venne nominato presidente del St. Francis College e nel giugno del 1964 divenne rettore della Scuola di teologia del seminario dell'Immacolata. Il vescovo Francis James Furey lo nominò poi prevosto del collegio maschile dell'Università di San Diego con il compito di promuovere la fusione del collegio maschile con quello femminile. Collaborò a lungo con la rivista America.

### Ministero episcopale
Il 21 ottobre 1967 papa Paolo VI lo nominò vescovo ausiliare di San Diego e titolare di Tisiduo. Ricevette l'ordinazione episcopale il 12 dicembre successivo dall'arcivescovo Luigi Raimondi, delegato apostolico negli Stati Uniti d'America, co-consacranti il vescovo di San Diego Francis James Furey e quello di La Crosse Frederick William Freking. In seguito divenne parroco della parrocchia di Santa Teresa a San Diego.
Il 30 novembre 1971 papa Paolo VI lo nominò vescovo di Oklahoma City-Tulsa. Il 13 dicembre dell'anno successivo il papa divise la diocesi e lo nominò arcivescovo metropolita di Oklahoma City. Pose enfasi sulle vocazioni sacerdotali, ebbe il desiderio di una migliore cura pastorale dei cattolici di lingua spagnola, ristabilì un giornale cattolico, nominando un giovane direttore a tempo pieno e riorganizzò le opere di beneficenza cattoliche.
Il 16 febbraio 1977 papa Paolo VI lo nominò arcivescovo metropolita di San Francisco. Prese possesso dell'arcidiocesi il 26 aprile successivo.
Nel novembre del 1977 fu eletto presidente della Conferenza nazionale dei vescovi cattolici per un triennio. Come tale contribuì alla nascita della diocesi di San Jose in California, eretta da papa Giovanni Paolo II nel gennaio del 1981 in quanto l'arcidiocesi era troppo grande per un efficace governo pastorale.
Dopo l'assassinio dell'arcivescovo Óscar Romero nel marzo del 1980, monsignor Quinn emise una dichiarazione nella quale lodava il presule assassinato come "una voce per i poveri e gli oppressi". In seguito partecipò alle esequie dell'arcivescovo Romero a San Salvador.
Monsignor Quinn partecipò a tre assemblee del Sinodo dei vescovi e fu consultore della Congregazione per il clero. Nel 1983 papa Giovanni Paolo II lo nominò delegato pontificio per la vita religiosa negli Stati Uniti, con l'incarico di portare i vescovi del paese e le religiose in un rapporto più stretto e di esaminare le cause del declino delle vocazioni.
Godette del sostegno popolare di sacerdoti e laici durante il suo mandato. Nel 1985 avviò la prima risposta ufficiale della Chiesa cattolica all'epidemia di AIDS e quando nel 1987 papa Giovanni Paolo II visitò San Francisco, fece in modo che incontrasse diversi malati di AIDS, tra cui un ragazzo.
Nel 1985, con l'approvazione della Segreteria di Stato della Santa Sede, della Congregazione per la dottrina della fede e della Congregazione per l'educazione cattolica, gli venne conferita una laurea honoris causa in sacra teologia dalla Pontificia Facoltà della Scuola di Teologia dei Gesuiti di Berkeley.
Negli anni '90 monsignor Quinn rivolse la sua attenzione ai bisogni dell'arcidiocesi dopo il terremoto di Loma Prieta del 1989 che danneggiò molte chiese. L'arcidiocesi elaborò quindi un piano che vide la chiusura di una dozzina di parrocchie le cui chiese erano state danneggiate dal terremoto. Questo piano attirò l'ira di molti sacerdoti, 41 dei quali firmarono una petizione nella quale dichiararono di dissentire dal suo piano. Monsignor Quinn vendette l'ex residenza arcivescovile e nell'estate del 1992 si trasferì nella canonica della cattedrale dove visse con i suoi colleghi sacerdoti fino al suo ritiro.
Nell'agosto del 1995 monsignor Quinn annunciò la sua intenzione di dimettersi. Il 27 dicembre 1995 papa Giovanni Paolo II accettò la sua rinuncia al governo pastorale dell'arcidiocesi.
Ricevette una borsa di studio dal Champion Hall di Oxford, in cui tenne la conferenza del centenario. Ivi elaborò un articolo intitolato The Claims of the Primacy and the Costly Call to Unity. Dopo il suo ritorno da Oxford pubblicò un libro dal titolo The Reform of the Papacy. Il libro è una risposta a un invito rivolto ai vescovi del mondo all'enciclica di papa Giovanni Paolo II sull'unità dei cristiani Ut Unum Sint. Questo appello alla riforma della Curia romana e a una concomitante riduzione del suo potere venne interpretato da alcune voci conservatrici nella Chiesa come un "attacco al papato". L'arcivescovo ripetutamente chiarì che non si opponeva al Vaticano e in molti modi i suoi scritti prefiguravano le opinioni di papa Francesco. Oltre all'edizione inglese, il libro venne pubblicato in tedesco, italiano, spagnolo, portoghese e cinese. Il suo secondo libro, Ever Ancient, Ever New: Structures of the Communion in the Churchvenne pubblicato nel 2012.
Monsignor Quinn predicò a lungo ritiri per sacerdoti e conferenze. Tenne la cattedra di teologia cattolica romana dell'Università di San Diego per due semestri nel 2001 e nel 2002 e insegnò all'Università di Santa Clara e all'Università di San Francisco.
Nell'aprile del 2012 compì la visita ad limina.
Fu membro della Catholic Theological Society of America e della Canon Law Society of America.
Nel novembre del 2016 si ammalò a Roma in occasione delle celebrazioni del Giorno del ringraziamento. Il 19 novembre aveva anche partecipato al concistoro nel quale era stato creato cardinale Blase Joseph Cupich, suo vecchio amico. Si riprese con difficoltà ma riuscì a tornare a San Francisco. Inizialmente venne ricoverato al Saint Mary's Medical Center. Il 16 giugno dell'anno successivo lasciò l'ospedale e venne ricoverato alla Jewish Home di San Francisco. Il mattino presto del 22 giugno fu colto da difficoltà respiratorie. Trasportato all'ospedale più vicino, non poté essere rianimato e morì poco dopo. Aveva 88 anni.
Le esequie si tennero il 10 luglio alle ore 10 nella cattedrale di Santa Maria a San Francisco e furono presiedute da monsignor Salvatore Joseph Cordileone. L'omelia venne pronunciata dall'arcivescovo di Santa Fe John Charles Wester. Al termine della celebrazione l'arcivescovo di Chicago Blase Joseph Cupich presiedette il rito dell'ultima commendatio e della valedictio. Al termine del rito la salma fu tumulata nella cappella degli arcivescovi del Holy Cross Catholic Cemetery di Colma.

## Opere
- The Reform of the Papacy (New York: Crossroad Publishing, 1999). Una risposta alla richiesta di papa Giovanni Paolo II nell'enciclica Ut Unum Sint del 1995 per suggerimenti su come riformare il papato.
- Revered and Reviled: A Re-Examination of Vatican Council I (New York: Crossroad Publishing, 2017). Un'esplorazione dei modi in cui il Concilio Vaticano I ha influenzato le importanti questioni del primato papale e del magistero infallibile del papa.

## Genealogia episcopale e successione apostolica
La genealogia episcopale è:
- Cardinale Scipione Rebiba
- Cardinale Giulio Antonio Santori
- Cardinale Girolamo Bernerio, O.P.
- Arcivescovo Galeazzo Sanvitale
- Cardinale Ludovico Ludovisi
- Cardinale Luigi Caetani
- Cardinale Ulderico Carpegna
- Cardinale Paluzzo Paluzzi Altieri degli Albertoni
- Papa Benedetto XIII
- Papa Benedetto XIV
- Cardinale Enrico Enriquez
- Arcivescovo Manuel Quintano Bonifaz
- Cardinale Buenaventura Córdoba Espinosa de la Cerda
- Cardinale Giuseppe Maria Doria Pamphilj
- Papa Pio VIII
- Papa Pio IX
- Cardinale Alessandro Franchi
- Cardinale Giovanni Simeoni
- Cardinale Antonio Agliardi
- Cardinale Basilio Pompilj
- Cardinale Adeodato Piazza, O.C.D.
- Cardinale Luigi Raimondi
- Arcivescovo John Raphael Quinn

La successione apostolica è:
- Vescovo John Joseph Sullivan (1972)
- Vescovo Roland Pierre DuMaine (1978)
- Vescovo Francis Anthony Quinn (1978)
- Vescovo William Keith Weigand (1980)
- Vescovo Daniel Francis Walsh (1981)
- Vescovo Carlos Arthur Sevilla, S.I. (1989)
- Vescovo Patrick Joseph McGrath (1989)